# USS LST-23
O USS LST-23 foi um navio de guerra norte-americano da classe LST que operou durante a Segunda Guerra Mundial.